# Ryan Conner
Ryan Conner (Santa Ana, California; 12 de febrero de 1971) es una actriz pornográfica estadounidense.

## Biografía
Nació con el nombre de Deborah Lea Hinkle en la ciudad californiana de Santa Ana en 1971. A los 9 años de edad se trasladó con su familia a Idaho, donde fue criada como testigo de Jehová. No tuvo relaciones sexuales hasta que se casó, a la edad de 18 años. Tras divorciarse de su primer marido y alejarse de su familia restrictiva, comenzó a trabajar de bailarina en un club de estriptis.
Su carrera como actriz porno comenzó en 1999, con 28 años de edad, grabando películas como Yes, Got Milk 2.
En 2006 decidió retirarse como actriz. Un período de descanso que le sirvió para concentrarse en el canto, la música y la escritura.
No obstante, retornó a la industria en 2015, el mismo año que se estrenaba como actriz porno su hija, Dylan Phoenix. En su nueva etapa, regresando a la edad de 44 años, por su físico, su edad y sus atributos, quedó marcada como una actriz MILF.
Otras películas de su segunda etapa reseñables son Black Owned 8, Another Azz Creation 2 o Wet Asses 6.
En 2016 estuvo nominada a Artista MILF/Cougar del año en los Premios AVN.
En 2022 fue incluida en el Salón de la Fama de AVN.
Su hija Dylan Phoenix también fue como actriz para adultos, trabajando como tal entre 2015 y 2020.
Ha rodado más de 400 películas como actriz.

## Premios y nominaciones
| Año  | Ceremonia         | Resultado | Premio                                    | Trabajo                             |
| ---- | ----------------- | --------- | ----------------------------------------- | ----------------------------------- |
| 2001 | Premios AVN       | Nominada  | Mejor actriz revelación                   | —                                   |
| 2001 | Premios AVN       | Nominada  | Mejor escena de sexo lésbico en grupo     | New Wave Hookers 6                  |
| 2002 | Premios AVN       | Nominada  | Mejor escena de sexo chico/chica          | Portraits in Blue                   |
| 2002 | Premios AVN       | Nominada  | Mejor escena de sexo anal                 | Bottom Feeders 2                    |
| 2002 | Premios AVN       | Nominada  | Mejor escena de sexo en grupo             | Underworld                          |
| 2004 | Premios AVN       | Nominada  | Mejor escena de sexo chico/chica          | Buttman's Bend Over Babes 6         |
| 2005 | Honor             | Ganadora  | AVN's Top 10 Bitchin' All-Girl Sex Scenes | Bad Wives 2                         |
| 2016 | Premios AVN       | Nominada  | Artista MILF/Cougar del año               | —                                   |
| 2016 | Premios AVN       | Nominada  | Mejor escena de sexo en grupo             | Manuel Ferrara's Reverse Gangbang 3 |
| 2016 | Premios AVN       | Nominada  | Premio fan: MILF más caliente             | —                                   |
| 2016 | Spank Bank Awards | Nominada  | Most Magnificent MILF                     | —                                   |
| 2016 | Spank Bank Awards | Nominada  | Cumback of the Year                       | —                                   |
| 2016 | Premios XRCO      | Ganadora  | Best Cumback                              | —                                   |
| 2017 | Premios AVN       | Nominada  | Artista MILF/Cougar del año               | —                                   |
| 2017 | Premios AVN       | Nominada  | Mejor escena de doble penetración         | Lex vs. Ryan Conner                 |
| 2017 | Premios AVN       | Nominada  | Mejor escena de sexo en grupo             | Slutty Mom                          |
| 2019 | Premios AVN       | Nominada  | Premio fan: MILF más caliente             | —                                   |